# 2195
Năm 2195. Trong lịch Gregory, nó sẽ là năm thứ 2195 của Công nguyên hay của Anno Domini; năm thứ 195 của thiên niên kỷ thứ 3 và năm thứ 95 của thế kỷ 22; và năm thứ sáu của thập niên 2190.